# David Rodríguez Sánchez
David Rodríguez Sánchez (Talavera de la Reina, Toledo, España, 14 de febrero de 1986) es un futbolista español que juega como delantero. Actualmente se encuentra sin equipo. Es hermano del también futbolista Sergio Rodríguez.

## Trayectoria
Se formó en las categorías inferiores del Club Atlético de Madrid, donde permaneció hasta 2005, año en que fue cedido al C. F. Ciudad de Murcia. Sin embargo, ante la escasez de minutos en el club murciano, se marchó en el mercado de invierno a la U. D. Las Palmas. Para la temporada 2006-07 regresó al Club Atlético de Madrid "B" y fue el máximo goleador del equipo con trece tantos.
Posteriormente, fue fichado por la U. D. Salamanca y anotó catorce goles en Segunda División que le valieron su traspaso a la U. D. Almería por una cantidad cercana al millón de euros. A pesar de ello, fue cedido durante una temporada al R. C. Celta de Vigo y, al concluir la misma, fue repescado por el Almería para formar parte de su primera plantilla. En la campaña de su debut en Primera División, disputó nueve partidos y consiguió marcar un gol. El 17 de julio de 2010 se confirmó su traspaso al Celta de Vigo con un contrato de cuatro temporadas. En la temporada 2010-11 batió su récord goleador anotando diecisiete goles en treinta y siete encuentros. Al siguiente año, logró el ascenso a Primera División con el club gallego.
El 29 de agosto de 2012 se confirmó su cesión al Real Sporting de Gijón para la temporada 2012-13. Anotó su primer gol con el Sporting el 9 de septiembre durante un encuentro ante el C. D. Lugo disputado en el estadio El Molinón que finalizó con el resultado de 1-1. Regresó al Celta para la campaña 2013-14, aunque el 30 de enero de 2014 rescindió su contrato con la entidad. Un día después se confirmó su fichaje por el Brighton & Hove Albion F. C. inglés.
El 18 de julio de 2014 se hizo oficial su fichaje por la A. D. Alcorcón. El 4 de septiembre de 2016 marcó en el partido contra C. D. Numancia de Soria su gol número 100 en la Segunda División.
El 29 de junio de 2017 se anunció su incorporación al C. A. Osasuna a cambio de 350 000 euros. En enero de 2019 fue cedido al C. D. Numancia de Soria, donde jugó dieciséis partidos en los que anotó cuatro goles. El 20 de agosto se anunció su fichaje por el Real Racing Club de Santander.
En octubre de 2020 fichó por el Racing Club de Ferrol. En este equipo estuvo dos años en los que logró un ascenso a Primera División RFEF y a punto estuvo de conseguir otro a Segunda tras participar en la promoción para subir de categoría.
En julio de 2022 se unió al C. F. Rayo Majadahonda por una temporada. Consiguió trece goles en los 37 partidos que jugó en la Primera Federación y en agosto de 2023 fichó por el C. D. Atlético Baleares.

## Selección nacional
Fue internacional con España en las categorías sub-17, con la que fue subcampeón de la Eurocopa de 2003 y el máximo goleador del torneo con seis goles, y también logró el subcampeonato del Mundial de 2003 tras perder en la final ante Brasil, y sub-19.

## Clubes
| Club                          | País       | Año       |
| ----------------------------- | ---------- | --------- |
| Club Atlético de Madrid "B"   | España     | 2004-2005 |
| C. F. Ciudad de Murcia        | España     | 2005      |
| U. D. Las Palmas              | España     | 2005-2006 |
| Club Atlético de Madrid "B"   | España     | 2006-2007 |
| U. D. Salamanca               | España     | 2007-2008 |
| R. C. Celta de Vigo           | España     | 2008-2009 |
| U. D. Almería                 | España     | 2009-2010 |
| R. C. Celta de Vigo           | España     | 2010-2012 |
| Real Sporting de Gijón        | España     | 2012-2013 |
| R. C. Celta de Vigo           | España     | 2013-2014 |
| Brighton & Hove Albion F. C.  | Inglaterra | 2014      |
| A. D. Alcorcón                | España     | 2014-2017 |
| C. A. Osasuna                 | España     | 2017-2019 |
| C. D. Numancia de Soria       | España     | 2019      |
| Real Racing Club de Santander | España     | 2019-2020 |
| Racing Club de Ferrol         | España     | 2020-2022 |
| C. F. Rayo Majadahonda        | España     | 2022-2023 |
| C. D. Atlético Baleares       | España     | 2023-2024 |